# Bitwa pod Yacapichtla
Bitwa pod Yacapichtla  – starcie zbrojne, które miało miejsce podczas podboju Meksyku przez Hiszpanów w 1521 po zdobyciu stolicy Azteków. Na początku bitwy  Indianie zabili kilka koni, niszcząc tym samym kawalerię hiszpańską. Bitwa ta mogła zakończyć się zwycięstwem Azteków, gdyby nie niezdecydowane polecenia dowódcy azteckiego. Hiszpanie, mimo niskiego morale bojowego, zdołali jednak zabić z broni palnej kilkuset Azteków. Indianie skapitulowali i to przypieczętowało zagładę Azteków.